# James T. Begg
James Thomas Begg (6 de febrero de 1877-26 de marzo de 1963) fue un Representante estadounidense por Ohio.

## Biografía
Nació en una granja cerca de Lima, Ohio, Begg asistió a las escuelas públicas y a los institutos de Columbus Grove y a la Universidad de Lima (Ohio).
Se graduó por la Universidad de Wooster (Ohio) en 1903. Fue profesor de escuela, y más tarde Superintendente de las escuelas públicas en Columbus Grove, Ohio de 1905 a 1910; en Ironton, Ohio de 1910 a 1913, y en Sandusky, Ohio a partir de 1913 a 1917.
Trabajó como director de campaña y dio conferencias a lo largo de los Estados Unidos por la Oficina Americana de la cámara de comercio de la ciudad de Nueva York de 1917 a1919.  Begg fue elegido como republicano del 66.º y los cuatro siguientes congresos (4 de marzo de 1919 a 3 de marzo de 1929). Se involucró en el negocio bancario así como en consultoría de empresas y productor de leche. Se mudó a Oklahoma City, Oklahoma, en 1959, donde residió hasta su muerte el 26 de marzo de 1963. Fue enterrado en el cementerio de Garfield-Lakeview, Cleveland, Ohio.